# Francesco Borgani

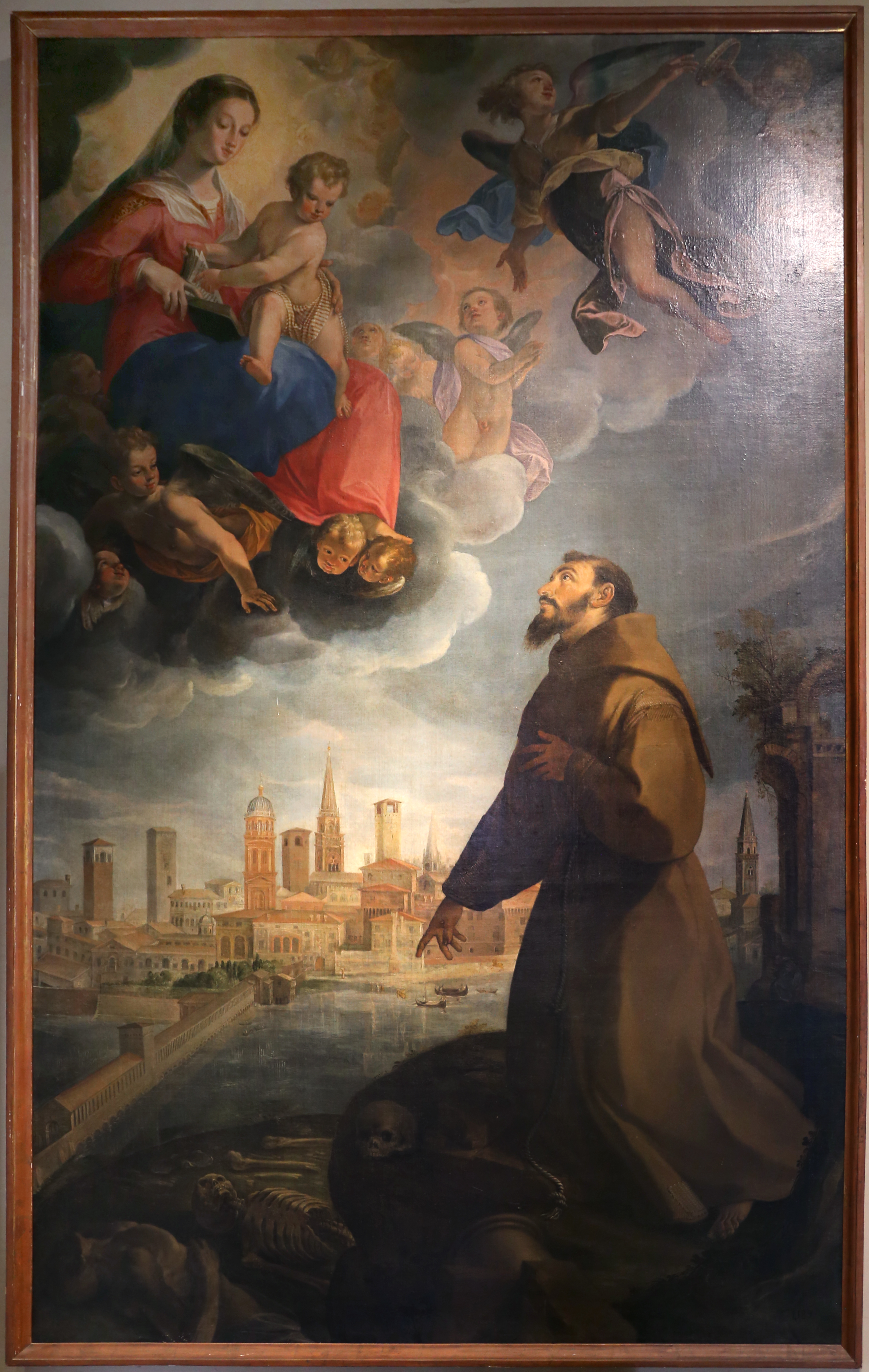
San Francesco intercede presso la Madonna per la città di Mantova, palazzo Ducale, Mantova

Francesco Borgani (Pomponesco, 1557 circa – Mantova, 24 aprile 1624) è stato un pittore e restauratore italiano, esponente del Barocco. Fu allievo di Ippolito Costa e influenzato dal suo contemporaneo Domenico Fetti. Fu attivo a Mantova anche presso la corte del duca Vincenzo I Gonzaga.

## Opere
- Incontro fra Attila e San Leone Magno[1], 1614, tela ad olio, 122 x 196 cm, conservata nella chiesa parrocchiale di Governolo (MN).
- San Francesco prega la Madonna per la cessazione di un'epidemia, 1618 circa, olio su tela, Palazzo Ducale, Mantova;[2]
- San Paolo primo eremita con Sant'Antonio abate, Palazzo Ducale, Mantova;
- Sant'Anselmo che benedice la chiesa di San Paolo, Chiesa dei Santi Simone e Giuda, Mantova;
- Voto di San Luigi, Chiesa dei Santi Simone e Giuda, Mantova;
- Caduta di Gesù sotto la Croce, Chiesa di Santa Caterina, Mantova;
- Santi Andrea e Longino che sostengono il tabernacolo del preziosissimo sangue, Basilica di Sant'Andrea, Mantova;
- Vergine che accoglie sotto il manto il popolo mantovano, Basilica di Sant'Andrea, Mantova;
- Invenzione del preziosissimo sangue, Basilica di Sant'Andrea, Mantova;
- Madonna di Reggio, Chiesa di Sant'Apollonia, Mantova;
- Miracolo di Sant'Antonio, Santuario della Beata Vergine delle Grazie, Curtatone;
- Sant'Antonio riceve il Bambino dalle mani della Madonna, Santuario della Beata Vergine delle Grazie, Curtatone.